# Glenfield (Dakota du Nord)
Pour les articles homonymes, voir Glenfield.
La ville de Glenfield est située dans le comté de Foster, dans l’État du Dakota du Nord. Lors du recensement de 2010, sa population s’élevait à 91 habitants.

## Histoire
Glenfield a été fondée en 1912.

## Démographie
| 1960 | 1970 | 1980 | 1990 | 2000 | 2010 |
| ---- | ---- | ---- | ---- | ---- | ---- |
| 129  | 127  | 164  | 118  | 134  | 91   |

## Source
- (en) Cet article est partiellement ou en totalité issu de l’article de Wikipédia en anglais intitulé « Glenfield, North Dakota » (voir la liste des auteurs).